# Fußspuren des Teufels

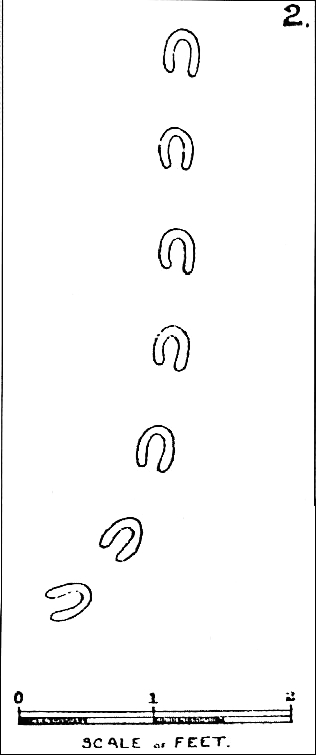
Im Jahr 1855 veröffentlichte Zeichnung

Die Fußspuren des Teufels (englisch Devil’s Footprints) waren ein Phänomen, das in der englischen Grafschaft Devon im Jahr 1855 beobachtet wurde. Nach heftigen Schneefällen erschienen Spuren in Form gespaltener Hufe im Schnee, die über lange Strecken angeblich schnurgerade verliefen. Die Abdrücke erhielten ihren Namen, weil Abergläubische verbreiteten, dass sie vom Satan verursacht seien. Es gibt manche Theorie zu diesem auch Rätsel von Devonshire genannten Vorkommnis. Allerdings wird der Wahrheitsgehalt einzelner Fakten angezweifelt.

## Schilderungen
In der Nacht vom 8. auf den 9. Februar 1855 und ein paar Tage danach schneite es in Devon heftig. Am Morgen fanden Bewohner Spuren im Schnee, die gespaltenen Hufabdrücken ähnelten. Diese Spuren waren 1,5 bis 2,5 Inch (zwischen 3,8 und 6,3 cm) breit und wiederholten sich in einem regelmäßigen Abstand von acht Inch (20,3 cm). Sie erstreckten sich in der Landschaft (addiert) über geschätzte bis zu 100 Meilen (160,9 Kilometer) und folgten, abgesehen vom Richtungswechsel an verschiedenen Punkten, einem schnurgeraden Kurs. Die in der Region allgegenwärtigen Spuren führten über Gärten, im Wege liegende Häuser, Mauern, einen Heuschober und andere Hindernisse hinweg. Auf schneebedeckten Dächern waren sie zu erblicken. Auch durch ein kleines Abflussrohr von etwa vier Inch (10,2 cm) Durchmesser sollen Spuren geführt haben.
Das Gebiet, in dem die Fährten vorkamen, reichte von Exmouth bis Topsham und über den Fluss Exe hinweg nach Dawlish und Teignmouth. In 30 Ortschaften rätselten die Menschen über die ungewöhnlichen Abdrücke im Schnee. Später tauchten auch Berichte auf, dass es sie ferner auf Feldern weiter im Süden bei Totnes und Torquay gegeben habe und dass Hufspuren ferner bei Weymouth in Dorset und sogar in Lincolnshire anzutreffen waren. Gerüchte über das Beobachten einer teufelsähnlichen Gestalt im Bezirk Devon während des Schreckens tauchten auf. Ein Trupp von Menschen bewaffnete sich und versuchte erfolglos, den in einem Tier vermuteten Urheber ausfindig zu machen.

## Zeitumstände
Devon ist eine Grafschaft im südwestlichen England. Das Ereignis berührte den dem Ärmelkanal zugewandten Landesteil. Die Spuren führten aus östlicher in westliche Richtung. An Häusern waren um 1855 bäuerliche Cottages und ein- oder zweistöckige Gebäude in Städten vorzufinden. Viele Menschen auf dem Lande neigten noch zum Aberglauben. Böse Mächte oder der Leibhaftige wurden hinter manch ungewöhnlichen Ereignissen vermutet, die sich dem Verständnis der Bevölkerung entzogen oder ihr negative Auswirkungen bescherten.

## Erklärungsversuche
Über das Ereignis existieren allerlei Erklärungen. Einige Forscher sind skeptisch, dass sich die Spuren wirklich über hundert Meilen aneinanderreihten, und argumentieren, dass niemand in der Lage gewesen wäre, die gesamte Strecke in der Nacht zurückzulegen. Ein anderer Grund für Skepsis sind die Augenzeugenberichte zu den Abdrücken selbst, die in verschiedenen Details schwankten. Zu den weniger wahrscheinlichen Theorien über das Geschehen zählen:
- Es handele sich um die Schwindelei von (einem) Unbekannten, der mit einem heißen Metallgegenstand die Spuren im Schnee erzeugt habe.
- In einem Anfall von Massenhysterie seien verschiedene Tierspuren von der beunruhigten Bevölkerung zu einer einzigen zusammengefasst worden.
- Die Fährten wurden vielerlei Tieren zugeordnet. Fischotter, Dachse, Hunde, Katzen, Esel und Albatrosse gerieten als Urheber in Verdacht.
- Im Jahr 1855 wurden die Spuren ferner mit einem angeblich aus einer Menagerie entlaufenen Känguru in Verbindung gebracht. Doch gab es keine derartige Verlustmeldung, und das dem Tier unmögliche Überqueren des breiten Flusses Exe spricht gegen diese Erklärung.
- Jemand spekulierte, ein Wetterballon habe sich losgerissen, sei vom Schneesturm über das Gebiet geweht worden und ein an einem Seil hängendes Hufeisen habe die Spuren hinterlassen.

Wahrscheinlicher scheint demgegenüber, dass Springmäuse oder andere Nagetiere die Spuren verursacht haben. Diese Vermutung wurde ebenfalls schon wenige Tage nach dem Ereignis geäußert.
Eine neuere Darstellung gewinnt dem Sympathie ab. Waldmäuse könnten wegen der ungewöhnlich kalten Witterung auf Nahrungssuche in Gehöfte und Siedlungen vorgedrungen sein. Auf Schnee bewegten sie sich springend, erzeugten eine geradeaus weisende Linie und hinterließen dabei an Hufabdrücke erinnernde Spuren im Schnee. Der Abstand sei nahezu gleich, das Muster des Abdrucks variiere indessen geringfügig und könne durchaus den Eindruck eines vorne offenen Hufes aufweisen. Dass manch beobachtete Spuren abrupt aufhörten, könne am Zugriff von Greifvögeln wie etwa Eulen liegen, deren Beute die im Schnee leicht erkennbaren Mäuse wurden. Als versierte Kletterer kämen die Nagetiere über Mauern und Dächer hinweg und wären fähig, durch Rohre, Ritzen und kleine Öffnungen zu gelangen.
Die Nagetier-Theorie überzeugt in ihrer Argumentation am ehesten, doch ob sich das Ereignis tatsächlich so zugetragen hat, kann nach der inzwischen verstrichenen Zeit nicht mehr mit Sicherheit gesagt werden.

## Vergleichbare Fälle
- Die Londoner Tageszeitung „The Times“ berichtete am 14. März 1840, dass im schottischen Bezirk um Glenorchy, Glenlyon und Glenochay mehrmals nach Schneefällen Spuren eines unbekannten Tieres bemerkt worden sind. Sie ähnelten jenen eines Fohlens beträchtlicher Größe und waren tief im Schnee eingesunken. In diesem Bericht allerdings findet sich keine Erwähnung des Teufels als möglicher Urheber.
- James Clark Ross berichtete anlässlich seiner Antarktisexpedition 1839–1843, dass im Mai 1840 auf der Kerguelen-Insel hufeisenförmige Abdrücke im Schnee aufgefallen seien, die sich dann auf einer Felsplatte ohne Schnee verloren. Sie seien jenen eines Ponys oder Esels vergleichbar gewesen. Landtiere bekam die Expedition nicht zu Gesicht.[3]
- Am 17. März 1855 druckten „The Illustrated London News“ einen Leserbrief aus Heidelberg über angeblich vergleichbare, jährlich wiederkehrende Spuren auf dem Piaskowagóra, einem Sandhügel in Galizien, ab.
- Auch aus den Jahren 1950 (plötzlich beginnende und endende hufeisenförmige – jedoch nicht gespaltene – Spuren im Sand an einem Strand in Devon) und 1957 (unvermittelt endende Spuren im Schnee in einem Garten) gibt es entsprechende Berichte.
- Am 12. März 2009 wurden in Devon ähnliche Spuren in einem Hof entdeckt. Eine Erklärung fand man nicht. Hufspuren von 2013 im schottischen Girvan, die seltsame Linien bildeten, wurden dagegen einem Aprilscherz zugeschrieben.

Schließlich wird spekulativ in Internetseiten auch das Canvey Island Monster bemüht. Die dort 1954 und 1955 am Strand gefundenen Überreste einer unbekannten Tierart stammen nach Expertenmeinung von kurios aussehenden Armflossern.

## Von Mike Dash gesammelte Erkenntnisse
Über das geheimnisumwitterte Ereignis sammelte der britische Autor Mike Dash, langjähriger Herausgeber der Zeitschrift „Fortean Times“, über einen längeren Zeitraum Informationen und spürte Quellen nach. Die folgenden Sachverhalte basieren auf dem von ihm verfassten Bericht.

### Wetteranomalie
In Großbritannien herrschte zu jener Zeit ein ungewohnt strenger Winter. Die Flüsse Exe und Teign waren auf einem Teil ihrer Länge zugefroren. Es gab am 8. Februar schweren, stürmischen Schneefall bis etwa gegen Mitternacht. Dann stieg die Temperatur, und der Schnee verwandelte sich in Regen. Gegen Morgen zu fiel die Temperatur wieder, und bei Tagesanbruch überzog wieder Frost das Land.

### Frühe Suche nach rationaler Erklärung
Der erste nachweisbare Bericht über das mysteriöse Ereignis tauchte am 13. Februar 1855 auf und erwähnt bereits den Glauben von Einwohnern, der Teufel habe Devon einen Besuch abgestattet. Er enthielt jedoch schon die Vermutung des Wirkens keiner übernatürlichen Macht, ein aus einer Menagerie entkommener Affe könne eventuell für die Spuren ursächlich sein. Nach und nach gerieten mit der Zeit auch Großtrappe, Reiher, Dachs, Maus, Ratte, Otter, Schwan, Känguru, Esel, Katze, Wolf, Hase, Herden und Vögel in Verdacht. Innerhalb weniger Stunden nach dem Auffinden gab es unzählige Versuche von Menschengruppen, herauszufinden, was geschehen war. Vom Ort Dawlish aus folgte eine bewaffnete Truppe den Spuren über eine Distanz von fünf Meilen, ohne etwas Brauchbares zu entdecken. Andere fanden heraus, dass Spuren mitten in Feldern aufhörten, so als ob irgendetwas fortgeflogen wäre.

### Spuren
Mike Dash stellt in einer Tabelle dar, dass es in den Quellen zu Größe und Schrittlänge der Spur abweichende Aussagen aus den Orten gab. Es müssen verschiedene Spuren gewesen sein und nicht eine einzige, die sich über das Land zog.